# Agua Larga (paroisse civile)
Pour les articles homonymes, voir Agua Larga.
Agua Larga est l'une des cinq paroisses civiles de la municipalité de Federación dans l'État de Falcón au Venezuela. Sa capitale est Agua Larga.

## Géographie

### Démographie
Hormis sa capitale Agua Larga, la paroisse civile abrite plusieurs localités, dont :
- Agua Larga
- El Yabito
- Juan Gil
- La Meseta
- María Díaz
- Valle de María